# Гомес дос Сантос, Марилсон
Марилсон Гомес дос Сантос — бразильский бегун на длинные дистанции, который специализируется в марафоне. Двукратный победитель летних Универсиад в 1997 и 1999 годах по полумарафону. Занял 7-е место на чемпионате мира по полумарафону 2007 года с личным рекордом — 59.33 — этот результат является рекордом Бразилии и Южной Америки.
Бежал марафонскую дистанцию на Олимпиаде в Пекине, но не смог закончить дистанцию. Занял 5-е место на олимпийских играх 2012 года с результатом 2:11.10. В мировой серии World Marathon Majors занял 6-е место в сезоне 2006/2007.
В настоящее время владеет рекордами Бразилии в беге на 5000 метров — 13.19,43, в беге на 10 000 метров — 27.28,12
На Лондонском марафоне 2011 года занял 4-е место с личным рекордом 2:06.34.

## Достижения
- Победитель Нью-Йоркского марафон 2006 года — 2:09.58
- Победитель Нью-Йоркского марафон 2008 года — 2:08.43